# 生化奇兵系列
生化奇兵是一款復古未來主義第一人称射击游戏系列，2K Games發行，幾間開發公司負責開發，包括Irrational Games和2K Marin。
本系列總共有三款遊戲，2007年发行的《生化奇兵》和2010年的《生化奇兵2》，分別設定在1960年和1968年的虛構水底城市銷魂城。2013年發行的《生化奇兵：無限之城》，在主題和敘事方面都與第一部遊戲有聯系，但是設定在1912年的从美国独立出去的一个空中城市哥倫比亞（Columbia）。
截至2019年12月，這三款游戲的總銷量超過3400萬份，該系列成為有史以來最暢銷的電子遊戲系列之一。改編第一款遊戲的電影曾計劃拍攝，但最終被取消。
該系列的第四款遊戲被報導說正在開發中，其暫定名稱為《Parkside》。

## 游戏
- 生化奇兵（2007年）
- 生化奇兵2（2010年）
- 生化奇兵：無限之城（2013年）

## 合集与捆绑包

### 《生化奇兵：終極銷魂版》
《生化奇兵：終極銷魂版》（BioShock: Ultimate Rapture Edition）是一款包含《生化奇兵》与《生化奇兵2》的零售包，且具有生化奇兵2的所有DLC内容，以及一组关于《生化奇兵 无限》的贴纸。这一捆绑包在北美地区，Xbox 360及PS3平台发行于2013年1月14日。

### 《生化奇兵 無限：完整版》
《生化奇兵 無限：完整版》（BioShock Infinite: The Complete Edition）包含了《生化奇兵 無限》及《生化奇兵：無限之城 - 海葬》，亦包含了「Clash In the Clouds」竞技场模式，以及预购奖励等独占武器内容。这一合集在2014年11月4日发行。

### 《生化奇兵：合集》
《生化奇兵：合集》（BioShock: The Collection）是生化奇兵系列的重制版合集，其中包括《生化奇兵》、《生化奇兵2》以及最新的《生化奇兵 無限》，还包含了所有单人DLC，如《生化奇兵2：女神的巢穴》及《生化奇兵：無限之城 - 海葬》。这一版合集除了具有升级的图形表现外，还附带了具Ken Levine及Shawn Robertson评论的纪录片。合集中并不包括二代游戏中的多人游戏部分。
这一合集于2016年9月发行，具有Xbox One、PlayStation 4以及Microsoft Windows平台版本 。
伴随合集的发行，《生化奇兵 無限》也从原始的PC版本，移植到家用主机平台，但并没有进行重制，因其“已经满足现有世代主机标准，且运行顺畅”。持有Windows平台前作的用户，都可以免费升级到重制版。这一系列合集，以及重制游戏的单独发行版，也在2020年5月29日登陆Nintendo Switch平台；伴随Switch平台的中文化版本发行，PS4平台的该作，也藉由1.03版本补丁，获得了游戏内中文文本支持。

## 小說

### 《銷魂城》
《生化奇兵：銷魂城》（BioShock: Rapture）是一本由約翰·雪莉所寫的小說，內容涵蓋了銷魂城的創立，以及《生化奇兵》事件發生前在銷魂城的生活。由Titan books出版公司於2011年7月19日出版。

### 《反叛精神》
《生化奇兵：無限之城－反叛精神》（BioShock Infinite: Mind in Revolt）是一本由Joe Fielder和肯·萊文所寫的中篇小說，內容是對哥倫比亞的世界和團體Vox Populi的領袖——Daisy Fitzroy的動機。《反叛精神》於2013年2月13日以電子書發行，精裝版則透過Irrational Games商店其後發行。

## 其他媒體

### 畫冊
《生化奇兵：打破模具》（BioShock: Breaking the Mold）是一本包含遊戲美術圖的書籍，由2K Games於2007年8月13日發佈，可以從2K Games的官方網站以低分辨率和高分辨率的PDF格式得到。直到2007年10月1日，2K Games向大爸爸雕像損毀的收藏家版擁有者發送這本書的印刷版本，以作補償。2008年10月31日，「打破模具：開發者版本畫冊封面比賽」的獲獎者在cultofrapture.com上公佈。《裝飾相傳：生化奇兵2美術》（Deco Devolution: The Art of BioShock 2）於2010年發售。《生化奇兵：無限之城美術》（The Art of BioShock Infinite）於2013年發售。

## 评价
系列游戏获得高度评价。按评论聚合网站Metacritic的统计，《生化奇兵》各版本平均得分在95分上下，《生化奇兵2》为88分，《生化奇兵：無限之城》为94分上下。